# Ортоново
Ортоно̀во (на италиански: Ortonovo, на местен диалект Ort'no, Ортъно) е село и община в северозападна Италия, провинция Специя, регион Лигурия. Разположено е на 76 m надморска височина. Населението на общината е 8389 души (към 2011 г.).
Административен център на общината не е селото Ортоново а градче Казано (Casano).
Това е най-източната община на регион Лигурия. В общинската територия се намират останките на римския град Луни